# Pogórze (Pogórze)
Pogórze (nazwa oboczna Kolonia Pogórze, niem. Kolonie Pogosch) – kolonia wsi Pogórze w Polsce, położona w województwie opolskim, w powiecie prudnickim, w gminie Biała. Historycznie leży na Górnym Śląsku, na ziemi prudnickiej.
W latach 1975–1998 Kolonia administracyjnie należała do ówczesnego województwa opolskiego.
W 1921 w zasięgu plebiscytu na Górnym Śląsku znalazła się tylko część powiatu prudnickiego. Pogórze znalazło się po stronie wschodniej, w obszarze objętym plebiscytem. W spisie gromad i miejscowości w powiecie prudnickim na dzień 1 stycznia 1953 wymieniono Pogórze jako przysiółek Pogórza pod nazwą Kolonia Podgórska. W 1966 w przysiółku mieszkało 55 osób. W opracowanej w 1971 przez Powiatowy Inspektorat Statystyczny w Prudniku Statystycznej charakterystyce miejscowości w gromadach powiatu prudnickiego, miejscowość została wymieniona pod nazwą Kolonia Pogórze.

## Turystyka
W kolonii funkcjonuje gospodarstwo agroturystyczne „Dziki Raj”.